# 岡村一郎
岡村 一郎（おかむら いちろう）は日本の医学者、寄生虫学者。

## 来歴
熊本県に生まれる。
熊本県立玉名中学校（1928年卒業）、第五高等学校を経て、熊本医科大学を卒業した。
1942年に熊本医科大学より医学博士号を取得した。
熊本医科大学助教授、熊本医科大学附属医専教授を歴任した。長崎に原子爆弾が投下された際には国の命令で派遣されている。戦後は熊本大学医学部教授となり、寄生虫学を専門とする。
日本学術会議議員なども務めた。熊本大学医学部教授を退官後は名誉教授となり、1980年から熊本女子大学（現。熊本県立大学）の学長を1986年まで務めた。学長在任中の1985年に大学を会場として日本英学史学会全国大会が開催された折「大会会長」となり、その縁で夏目漱石の熊本時代を題材にした文章を学会誌『英学史研究』に寄稿した。